# Chronica sancti Pantaleonis
Chronica sancti Pantaleonis (slovensko Kronika sv. Panteleona), imenovana tudi Annales sancti Panthaleonis Coloniensis maximi (slovensko Veliki letopisi sv. Pantaleona Kölnskega), je srednjeveška latinska univerzalna zgodovina, napisana v benediktinskem samostanu sv. Pantaleon v Kölnu. Napisana je bila leta 1237 in v nizu letopisov zajema zgodovino sveta od stvarjenja do leta sestave. Nadaljevanje do leta 1249 je bilo dodano pozneje. Kronika se do leta 1199 močno opira na druge vire, od leta 1200 pa je neodvisen vir. 
Kronika poudarja štiri Danielova "velika kraljestva" (regna maxima). Za starodavno zgodovino se opira na Jožefa Flavija, Pavla Orozija, Justina, častitljivega Beda, Regina iz Prüma in Petra Komestorja. Za novejše dogodke v Nemčiji je letopisec uporabil Chronicon universale Frutolfa von Michelsberga, kroniko Ekkeharda von Aura in Chronica regia Coloniensis. 
Rokopisa iz Bruslja in Wolfenbüttla sta bogato ilustrirani s podobami vladarjev in družinskih dreves. Zdi se, da Kronika svetega Panteleona ni krožila daleč iz okolice Kölna.

## Sklic
1. ↑  Wolfenbüttelski rokopis, Cod. Guelf. 74. 3 avg., str. 226.

## Vir
- Israel, Uwe. "Chronica S. Pantaleonis." Encyclopedia of the Medieval Chronicle. ur. Graeme Dunphy. Brill Online, 2013.